# 六列山槟榔
六列山槟榔（学名：Pinanga hexasticha）为棕榈科山槟榔属下的一个种。

## 扩展阅读
- 維基物種上的相關：六列山槟榔